# Surendra Bir Bikram Shah Dev
Surendra Bikram Shah (1829-1881) est roi du Népal de 1847 à sa mort, succédant à son père Rajendra.